# Rhabdoclema chusqueae
Rhabdoclema chusqueae är en svampart som beskrevs av Syd. 1939. Rhabdoclema chusqueae ingår i släktet Rhabdoclema, divisionen sporsäcksvampar och riket svampar.   Inga underarter finns listade i Catalogue of Life.